# 馬達加斯加島戈海鯰
馬達加斯加島戈海鯰為輻鰭魚綱鯰形目準海鯰科的其中一種，為熱帶淡水魚，分布於非洲馬達加斯加東南部Sandrananta河流域，體長可達18.1公分，棲息在底層水域，生活習性不明。